# カワイ進
カワイ 進（カワイ すすむ）は、東京都世田谷区生まれの作曲家・編曲家。
DTM（Cubase,Pro Tools）での作曲が活動の中心となっている。
楽曲提供および、CM・DVDなどのBGM、お笑いライブの音楽などを中心に活動。

## 最近の主な参加作品
- 西野カナ - 「Dear My Friends」作曲。（シングル『もっと…』C/W曲）
- 中川あゆみ - 「ありがとうに包まれて」編曲。（テレビ静岡「ありがとうキャンペーン」キャンペーンソング）
- starry sky
  - 「桜ひとひら」シングル作曲。
  - 「永遠」作曲。シングル C/W
- 玉置成実
  - 「GIVE ME UP」共編曲。（テレビアニメ『ヤッターマン』EDテーマ）
  - 「願い星」作曲。（Wii用ゲームソフト『アークライズファンタジア』イメージソング）
- ダイナマイトバカソウル - 「ダイナマイトバカソウル」作曲
- 林明日香 - 「心のままに」作曲。NHK（連続テレビ小説『芋たこなんきん』挿入歌）
- BeForU - 「⑥Rainbow」（アルバム『BeForU III 〜Breaking Into The Probability Changes〜』収録）
- タカアンドトシ
  - 「想い出道」作曲・編曲。（DVD『タカアンドトシ新作単独ライブ タカトシ寄席 欧米ツアー2006』収録）
  - 「ベストパートナー by 姫かぐや」作曲・編曲。（DVD『タカアンドトシ単独ライブ in 日本青年館 勝手に!M-1グランプリ』収録）
- よゐこ - よゐこライブ2009「葬儀屋2009」作曲・編曲。
- ロバート - 舞台「暗闇のラブソング」（劇中歌）作曲・編曲。